# Oberamt Motten
Das (Ober-)amt Motten (auch Amt Werberg) war eine Gerichts- und Verwaltungseinheit des geistlichen Fürstentums Fulda und des Fürstentums Nassau-Oranien-Fulda.

## Geschichte

### Fulda
Im Jahr 837 schenkte Graf Burgrat den Ort Motten dem Kloster Fulda. Der Ort war Sitz eines fuldischen Freigerichtes und Teil der fuldischen Zent Brückenau. Im 13. Jahrhundert kam es zu juristischen Auseinandersetzungen, bei denen König Rudolf versuchte, Motten zum Reichsgut zu erklären. Dies war Teil der Politik der Revindikationen. Als königlicher Landvogt der Wetterau vertrat Reinhard von Hanau den König in dieser Angelegenheit. Am 17. Mai 1275 kam es zu einem Rezess zwischen Reinhard von Hanau und Abt Berthous. Von Hanau erklärte darin, die Rechte Fuldas nicht zu beschneiden, außer er erhielte einen direkten königlichen Befehl hierzu. Diesen Befehl erteilte der König am 9. Juli 1275: Von Hanau solle Motten für den König in Besitz nehmen. Am 18. März 1277 kam Ludwig von Ziegenhain (dieser hatte Motten von Fulda zu Lehen bekommen) diesem Befehl nach. Der König belehnte Reinhard von Hanau am 19. Juli 1277 mit Motten als Reichslehen.
Zu einem unbekannten späteren Zeitpunkt muss Fulda Motten zurück erworben haben. Am 12. Oktober 1327 verpfändete Abt Heinrich VI. Burg und Amt Werberg an die Familie Küchenmeister. Bisheriger Lehensnehmer war Konrad von Trimberg. 1361 wurde die Pfandschaft eingelöst, 1362 erfolgte aber die nächste Verpfändung von Burg Werberg und dem Gericht Motten an die Familie von Hutten. 1391 verkauften die von Hutten ein Achtel am Amt – ohne Zustimmung Fuldas – an den Mainzer Bischof Konrad und räumten Mainz das Öffnungsrecht an der Burg ein. Dagegen klagte Fulda und erhielt 1404 Recht. Von Hutten wurde zu Schadensersatz und Rückgabe verpflichtet. 1484 erwarb Fulda ein Viertel des Amtes zurück. 1540 wurde die Pfandschaft über den Restanteil (die 5000 Pfund fuldische Heller ausmachte) von Fulda gekündigt. Die Rückführung der restlichen Anteile, die von verschiedenen Besitzen gehalten wurde, zog sich jahrzehntelang hin. Bis 1594 lief ein Prozess vor dem Reichskammergericht über die Ansprüche am Amt. Zuletzt war Fulda alleiniger Besitzer.

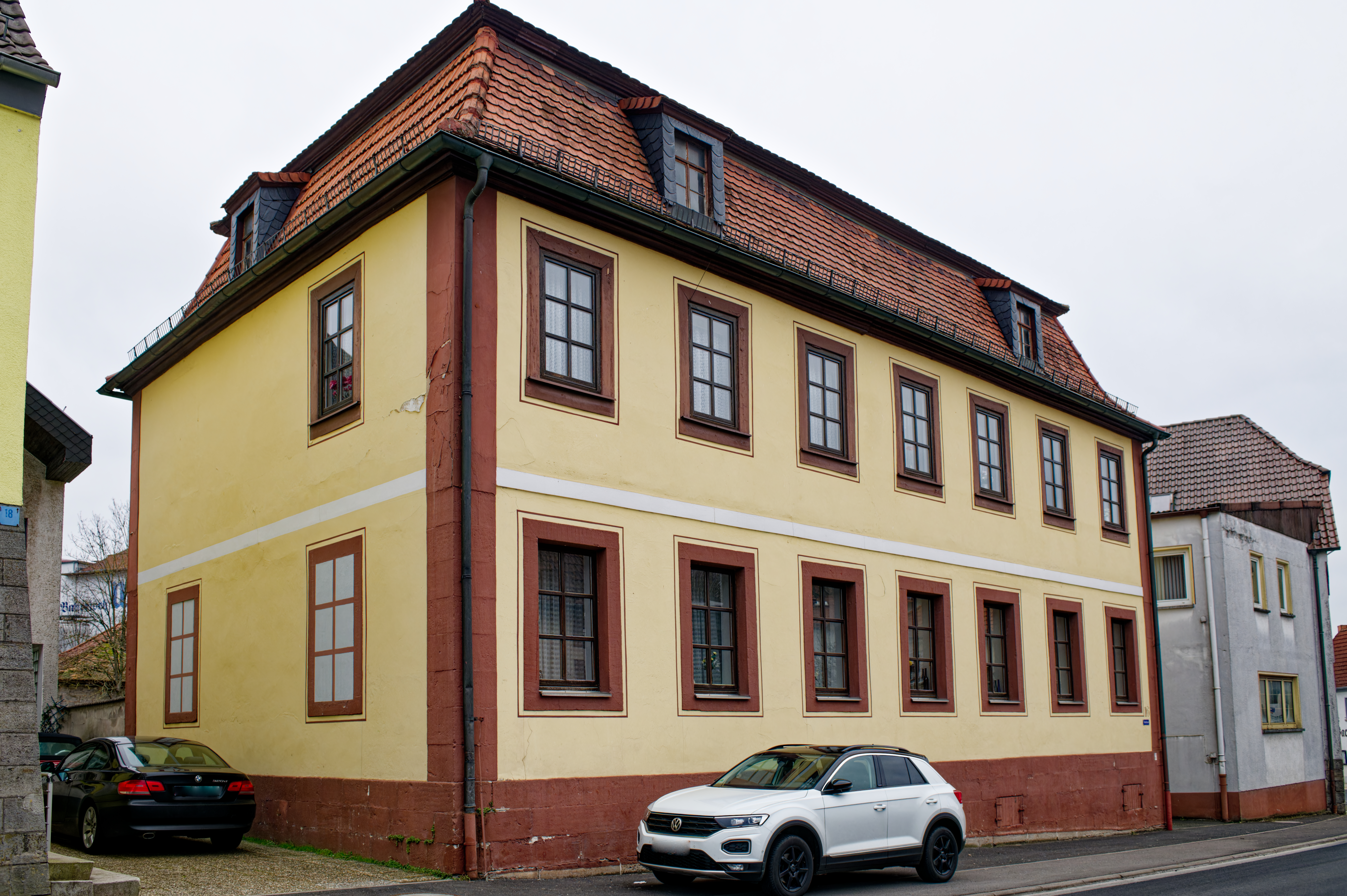
Ehm. Amtshaus in der Brücknauer Straße 16 in Motten

Ausgangspunkt der fuldischen Herrschaft war zunächst Burg Werberg, die Amtssitz war, während Motten Gerichtssitz war. Nach der Zerstörung der Burg 1403 wurde Motten dann auch Amtssitz, auch wenn sich später auch noch die Bezeichnung Amt Werberg in Urkunden findet. Noch 1789 wurde ein neues Amtshaus in Motten errichtet.
Im 18. Jahrhundert wurde das Amt als Oberamt bezeichnet. An seiner Spitze stand formal ein adliger Oberamtmann. Dieses Amt war aber zum Ende des Heiligen Römischen Reiches Sinekure. Oberster Beamter war faktisch vielmehr der Amtsvogt.

### Fürstentum Nassau-Oranien-Fulda
Das Fürstentum Nassau-Oranien-Fulda entstand aufgrund des Reichsdeputationshauptschlusses 1803. In Bezug auf die Rechtsprechung und Verwaltung wurde mit der Landesherrlichen Verordnung die Ober= und Ämter betrefffend vom 8. Januar 1803 eine Neuorganisation der bestehenden Ämter vorgenommen. Das Amt Motten blieb unverändert. Das Amt trug nun die Bezeichnung eines Oberamtes III. Klasse. Durch Bekanntmachung vom 22. März 1805 wurde es aufgelöst und die Orte dem Amt Brückenau zugeordnet.

## Umfang
Am Ende des Heiligen Römischen Reiches bestand das Oberamt aus Altglashütten, Dalherda, Dörrenberg, Kothen, Motten, Neuglashütten, Stellberg und Werberg. Altglashütten, Dalherda, Dörrenberg und Neuglashütten wurden erst im 18. Jahrhundert Teil des Amtes. Dalherda wurde 1715 von der Familie von Mauschenheim-Bechtolsheim an Fulda verkauft.

## Persönlichkeiten
- Amand Freiherr von Ebersberg genannt von Weyhers (1800 Oberamtsmann)
- Georg Peter Weber (1800 Amtsvogt)